# Qualificazioni al campionato mondiale femminile di calcio 2027 - OFC
Le qualificazioni OFC al campionato mondiale femminile di calcio 2027 si terranno da novembre 2025 ad aprile 2026 e decideranno la squadra oceaniana che si qualificherà alla fase finale del mondiale e quella che accederà ai play-off intercontinentali. Si tratta della prima edizione in assoluto delle qualificazioni oceaniane femminili.

## Regolamento
L'8 agosto 2025 è stato ufficializzato che le squadre partecipanti alle qualificazioni sono undici. Le qualificazioni della zona oceaniana prevedono:
- Primo turno: le ultime 4 squadre del ranking continentale si sfideranno in gare a eliminazione diretta con la squadra vincitrice che passerà al turno successivo.
- Secondo turno: le altre sette squadre più la vincitrice del primo turno, per un totale di otto squadre, sono suddivise in due gironi da quattro squadre ciascuno che si affrontano in gare di sola andata. Le prime e le seconde classificate dei due gironi si qualificano al turno successivo.
- Terzo turno: le prime e le seconde classificate dei due gironi si sfideranno nel terzo turno che consiste in due semifinali e una finale, con gare di sola "andata". La squadra vincitrice si qualificherà alla fase finale del mondiale mentre la finalista perdente disputerà i play-off intercontinentali.

### Squadre partecipanti
La posizione nel ranking FIFA al momento del sorteggio è indicato tra parentesi.
- Nuova Zelanda (33)
- Papua Nuova Guinea (61)
- Isole Salomone (73)
- Figi (78)
- Samoa (86)
- Vanuatu (100)
- Nuova Caledonia (101)
- Tonga (107)
- Tahiti (119)
- Isole Cook (122)
- Samoa Americane (153)

### Calendario
| Turno         | Giornata    | Date                |
| ------------- | ----------- | ------------------- |
| Primo turno   | Semifinali  | 28 novembre 2025    |
| Primo turno   | Finale      | 1° dicembre 2025    |
| Secondo turno | 1ª giornata | febbraio 2026       |
| Secondo turno | 2ª giornata | febbraio-marzo 2026 |
| Secondo turno | 3ª giornata | marzo 2026          |
| Terzo turno   | Semifinali  | aprile 2026         |
| Terzo turno   | Finale      | aprile 2026         |

## Sorteggio
Il sorteggio per il secondo turno si svolgerà il 15 agosto 2025.
| Secondo turno                    | Secondo turno       | Secondo turno | Secondo turno                            | Primo turno                             |
| Fascia 1                         | Fascia 2            | Fascia 3      | Fascia 4                                 | Primo turno                             |
| -------------------------------- | ------------------- | ------------- | ---------------------------------------- | --------------------------------------- |
| Nuova Zelanda Papua Nuova Guinea | Isole Salomone Figi | Samoa Vanuatu | Nuova Caledonia Vincente del primo turno | Tonga Tahiti Isole Cook Samoa Americane |

## Primo turno
Le partite si disputeranno dal 28 novembre al 1° dicembre 2025 ad Avarua. Le quattro squadre con il ranking più basso si sfidano in gare a eliminazione diretta e la vincitrice si unirà alle sette squadre con il ranking più alto nel secondo turno.

### Tabellone
|  | Semifinali      | Semifinali | Semifinali |  |  | Finale | Finale | Finale |  |
|  |                 |            |            |  |  |        |        |        |  |
|  | Tonga           |            |            |  |  |        |        |        |  |
|  |                 |            |            |  |  |        |        |        |  |
|  | Samoa Americane |            |            |  |  |        |        |        |  |
|  |                 |            |            |  |  |        |        |        |  |
|  |                 |            |            |  |  |        |        |        |  |
|  |                 |            |            |  |  |        |        |        |  |
|  | Tahiti          |            |            |  |  |        |        |        |  |
|  |                 |            |            |  |  |        |        |        |  |
|  | Isole Cook      |            |            |  |  |        |        |        |  |

#### Semifinali
| Avarua 28 novembre 2025, ore 11:00 UTC-10 | Tonga | – | Samoa Americane |  |

| Avarua 28 novembre 2025, ore 15:00 UTC-10 | Tahiti | – | Isole Cook |  |

#### Finale
| Avarua 1° dicembre 2025, ore 12:00 UTC-10 | non conosciuta | – | non conosciuta |  |

## Secondo turno
Il secondo turno si svolgerà dal 24 febbraio al 7 marzo 2026 con due gruppi di quattro squadre che giocheranno in un formato di campionato. Le partite si giocheranno in luogo ancora da definire.

### Gironi
Sono stati formati due gruppi composti da quattro squadre ciascuno che si affrontano in partite di sola andata. Le prime due squadre classificate di ogni gruppo si qualificano per gli incontri ad eliminazione diretta.

#### Gruppo A
| Squadra        | Pt | G | V | N | P | GF | GS | DR |
| -------------- | -- | - | - | - | - | -- | -- | -- |
| Nuova Zelanda  | 0  | 0 | 0 | 0 | 0 | 0  | 0  | 0  |
| Samoa          | 0  | 0 | 0 | 0 | 0 | 0  | 0  | 0  |
| Isole Salomone | 0  | 0 | 0 | 0 | 0 | 0  | 0  | 0  |
| non conosciuta | 0  | 0 | 0 | 0 | 0 | 0  | 0  | 0  |

##### Risultati
| Honiara 27 febbraio 2026, ore 13:00 UTC+11 | Nuova Zelanda | – | Samoa | National Stadium |

| Honiara 27 febbraio 2026, ore 17:00 UTC+11 | Isole Salomone | – | non conosciuta | National Stadium |

| Honiara 2 marzo 2026, ore 13:00 UTC+11 | non conosciuta | – | Samoa | National Stadium |

| Honiara 2 marzo 2026, ore 17:00 UTC+11 | Nuova Zelanda | – | Isole Salomone | National Stadium |

| Honiara 5 marzo 2026, ore 13:00 UTC+11 | non conosciuta | – | Nuova Zelanda | National Stadium |

| Honiara 5 marzo 2026, ore 17:00 UTC+11 | Samoa | – | Isole Salomone | National Stadium |

#### Gruppo B
| Squadra            | Pt | G | V | N | P | GF | GS | DR |
| ------------------ | -- | - | - | - | - | -- | -- | -- |
| Papua Nuova Guinea | 0  | 0 | 0 | 0 | 0 | 0  | 0  | 0  |
| Vanuatu            | 0  | 0 | 0 | 0 | 0 | 0  | 0  | 0  |
| Figi               | 0  | 0 | 0 | 0 | 0 | 0  | 0  | 0  |
| Nuova Caledonia    | 0  | 0 | 0 | 0 | 0 | 0  | 0  | 0  |

##### Risultati
| Lautoka 27 febbraio 2026, ore 12:00 UTC+12 | Papua Nuova Guinea | – | Vanuatu | Churchill Park |

| Lautoka 27 febbraio 2026, ore 16:00 UTC+12 | Figi | – | Nuova Caledonia | Churchill Park |

| Lautoka 2 marzo 2026, ore 12:00 UTC+12 | Nuova Caledonia | – | Vanuatu | Churchill Park |

| Lautoka 2 marzo 2026, ore 16:00 UTC+12 | Papua Nuova Guinea | – | Figi | Churchill Park |

| Lautoka 5 marzo 2026, ore 12:00 UTC+12 | Nuova Caledonia | – | Papua Nuova Guinea | Churchill Park |

| Lautoka 5 marzo 2026, ore 16:00 UTC+12 | Vanuatu | – | Figi | Churchill Park |

## Terzo turno
Il terzo turno si disputerà ad aprile 2026. Le quattro squadre provenienti dai gironi si affrontano in due semifinali e una finale. La vincente si qualifica per la fase finale mentre la finalista perdente accede ai play-off intercontinentali.

### Tabellone
|  | Semifinali | Semifinali | Semifinali |  |  | Finale | Finale | Finale |  |
|  |            |            |            |  |  |        |        |        |  |
|  | 1A.        |            |            |  |  |        |        |        |  |
|  |            |            |            |  |  |        |        |        |  |
|  | 2B.        |            |            |  |  |        |        |        |  |
|  |            |            |            |  |  |        |        |        |  |
|  |            |            |            |  |  |        |        |        |  |
|  |            |            |            |  |  |        |        |        |  |
|  | 1B.        |            |            |  |  |        |        |        |  |
|  |            |            |            |  |  |        |        |        |  |
|  | 2A.        |            |            |  |  |        |        |        |  |

#### Semifinali
| 11 aprile 2026 | non conosciuta | – | non conosciuta |  |

| 11 aprile 2026 | non conosciuta | – | non conosciuta |  |

#### Finale
| 14 aprile 2026 | non conosciuta | – | non conosciuta |  |